# Za metą start
Za metą start – polski, telewizyjny film obyczajowy z 1976 roku w reż. Andrzeja Berbeckiego i Marka Nowakowskiego. 

## Opis fabuły
Włodzimierz Szymański kończy karierę zawodowego piłkarza. Jednak wiek 35 lat to za wcześnie na emeryturę. Szymański ma dyplom inżyniera, który uzyskał na studiach zaocznych. Ma również dosyć piłki i odrzucając propozycję posady trenera zatrudnia się jako stażysta inżynier-projektant w jednym z dużych biur projektowych. Nowa praca przychodzi mu jednak z trudem – wszystkiego musi uczyć się od podstaw, a terminy gonią. Zaczyna coraz więcej czasu spędzać w pracy, a nawet zabiera projekty do domu. Zaczyna na tym cierpieć jego małżeństwo. Jest ambitny, ale realia zaczynają go powoli przerastać. Decyduje się w końcu rzucić pracę i powrócić do piłki, przyjąć posadę trenera. Jednak pomoc koleżanki z pracy i kolejna szansa ze strony przełożonego, zmuszają go do przemyślenia tej decyzji. Ostatecznie postanawia "nie odpuszczać" i powraca do biura. 

## Obsada aktorska
- Stefan Szmidt – inżynier Włodzimierz Szymański
- Ewa Kolasińska – inżynier Głowacka
- Halina Miller – żona Szymańskiego
- Wacław Ulewicz – szef Szymańskiego
- Paweł Galia – inżynier Ulaniuk
- Bernard Krawczyk – działacz "Orła"
- Tadeusz Szaniecki – profesor Szymańskiego
- Marek Nowakowski – trener Stefan
- Robert Mrongowius – dyrektor Majewski
- Antoni Jurasz – kibic w knajpie
- Janusz Sykutera – kibic w knajpie
- Eugeniusz Szatkowski – kibic w knajpie
- Władysław Kornak – kibic w knajpie
- Paweł Unrug – kuzyn Szymańskiego, gospodarz przyjęcia
- Jacek Romanowski – stażysta
- Mieczysław Janowski – piłkarz

i inni.